# Поляков, Григорий Израилевич
Григорий Израилевич Поляков (2 сентября 1903, Елец, Орловская губерния — 1982, Москва) — советский гистолог, эмбриолог и нейроморфолог. Доктор медицинских наук (1939), профессор (1955). Лауреат Государственной премии СССР (1975).

## Биография
Родился в Ельце в семье Израиля Абрамовича Полякова (1876—?), сына купца первой гильдии Абрама Исааковича (Ицковича) Полякова (1848—?), которому принадлежал двухэтажный дом по улице Пушкина, № 150. Семья занималась производством писчей, почтовой, папиросной, альбомной, афишной, бутылочной, глянцевой разноцветной, обёрточной, бюварной, пергаментной, товарной и пакетной бумаги, переплётного, коробочного, материального, бристольского и шведского картона, а также бумажно-картонной торговлей, владела паровой типографией, типолитографией (товарищество А. И. Полякова). Отец состоял членом правления еврейского молитвенного дома.
Среднюю школу окончил в 1920 году в Киеве, где до 1922 года учился в Киевском медицинском институте. В 1925 году окончил медицинский факультет Второго Московского государственного университета. Работал врачом, в 1926 году был призван в Красную Армию в качестве врача срочной службы. В 1927—1930 годах работал штатным ординатором клиники нервных болезней 1-го Московского государственного университета, в 1930—1931 годах — аспирант неврологического отделения Медико-биологического института.
В 1928—1982 годах — научный сотрудник Института мозга АМН СССР (с 1931 года старший научный сотрудник), где с 1938 года заведовал лабораторией нейрогистологии (позднее переименованной в лабораторию структуры нейрона). Кандидат медицинских наук (1936). Докторскую диссертацию по теме «Ранний и средний онтогенез коры большого мозга» защитил в 1939 году. Одновременно преподавал во Втором Московском медицинском институте (с 1955 года профессор) и Центральном институте усовершенствования врачей. Проводил post mortem исследования мозга Владимира Маяковского, оставил записи бесед в этой связи с Николаем Асеевым, Лилей Брик, Осипом Бриком, Львом Кассилем.
Научные труды посвящены анатомии, гистологии и эмбриологии головного мозга у человека и животных, главным образом морфологии нейронов коры головного мозга, их эволюции и дифференциации в процессе онтогенеза; предложил их классификацию. Посмертно были частично опубликованы характерологические очерки, написанные Г. И. Поляковым в 1930-х годах по материалам проводимых автором в нейрогистологической лаборатории исследований мозга Владимира Маяковского, Андрея Белого, Эдуарда Багрицкого и ряда других деятелей культуры, а также многочисленных интервью с друзьями и родственниками объектов исследований. Эти материалы были переданы музею Андрея Белого дочерью учёного — Александрой Григорьевной Поляковой, также сотрудницей Института мозга АМН СССР.

## Семья
- Дочь — Александра Григорьевна Полякова, нейрофизиолог, старший научный сотрудник Института физиологии имени И. П. Павлова АН СССР, автор монографии «Функциональная организация ассоциативной коры головного мозга» (1977).
  - Внук — Евгений Борисович Мечетнер (род. 1955), биолог, специалист в области экспериментальной онкологии и биохимии[7].

## Монографии
- Ранний и средний онтогенез коры больших полушарий мозга человека. М., 1937.
- Проблема происхождения рефлекторных механизмов мозга. М.: Медицина, 1964. — 443 с.
- О принципах нейронной организации мозга. М.: Издательство Московского университета, 1965. — 166 с.
- Основы систематики нейронов новой коры большого мозга человека. Академия медицинских наук СССР. М.: Медицина, 1973. — 306 с.
- Пути морфологического прогресса нервных центров у высших позвоночных (с Л. С. Богословской). Институт эволюционной морфологии человека и животных имени А. Н. Северцова. М.: Наука, 1981. — 158 с.